# Geološki čekić
Geološki čekić je dio standardne geološke opreme koji služi za odvaljivanje i lomljenje dijelova stijene kako bi se dobio svjež prijelom, geologu potreban za utvrđivanje teksture, strukture, prirode, mineralnog i fosilnog sastava stijene, a time i njene relativne starosti.
Glava čekića je s jedne strane tupa i njome se udara po dijelu koji se želi odlomiti od matične stijene ili po već odlomljenom komadu stijene, kako bi ga se prepolovilo. Druga strana čekića može biti zašiljena u obliku pijuka ili ravna. Njom se, po principu poluge, odvaljuje napuknuti dio od matične stijene.